# Tim Knight
Tim Knight (* 10. September 1959 in Northallerton) ist ein englischer Komponist, Chorleiter und Musikpädagoge.
Knight war von 1969 bis 1973 Chorsänger am York Minster unter der Leitung von Francis Jackson und studierte Chorleitung bei John Coates. Er war Gründungsleiter der Heritage Singers, eines Kammerchores, mit dem er in den USA, Holland, Ungarn und Norwegen auftrat, am Ryedale, Swaledale und Northern Aldborough Festival teilnahm und fünf CDs aufnahm. Er arbeitete weiterhin mit den Grassington Singers, der Thornton Vocal Union, dem Burnley Municipal Choir und dem LKammerchor Vocalis und gründete den Konzertchor Heritage Masterworks Chorale. Er ist Chorleiter der St Bartholomew's Church in Armley, Rektor des Yorkshire College of Music and Drama und Leiter der York Rose Singers.
Die Kompositionen Knights erschienen in Großbritannien, den USA, Deutschland und Österreich und umfassen Werke von Unterrichtsstücken für Bläserensemble bis zu großen Orchester- und Chorwerken. Sie wurden u. a. beim Cork International Organ Festival, der Wiedereröffnung der Konzerthalle von Leiden und an der St. Paul's Cathedral in Boston gespielt und von Musikern und Ensembles wie den Organisten Francis Jackson, Simon Lindley und Tim Rishton, dem Wakefield Festival Chorus, der Cheltenham Choral Society und den Bel Canto Singers aus Fredericton, der Tschechischen Philharmonie, der Hessle Sinfonia, der Ilkley Sinfonietta, dem Portsmouth New Music Orchestra und dem Isle of Axholme Orchestra aufgeführt. 2003 leitete er als Gastdirigent bei der Sommerkonferenz des Royal Canadian College of Organists die Uraufführung seines Oratoriums Genesis, 2011 die Premiere seines Reqiems an der St. Raphaels Cathedral in Dubuque. 
Sein Orchesterstück Elegy for an English Summer erschien 2007 in der CD-Reihe Masterworks of a new era mit der Tschechischen Philharmonie unter Robert Winston. 2007 wurde er bei der World Music Foundation Composers Competition mit einer besonderen Erwähnung geehrt, im Folgejahr war er mit drei Stücken im Finale der Britischen Composers Competition vertreten.